# Éamon Zayed
Éamon Zayed (arabisch أيمن زايد, DMG Aiman Zāyid; * 4. Oktober 1983 in Dublin) ist ein libysch-irischer Fußballspieler. Der in Irland geborene und aufgewachsene Stürmer spielt ab der Saison 2016 beim US-amerikanischen NASL-Franchise Indy Eleven.

## Karriere

### Jugend
Zayed spielte in seiner Jugend für die in Dublin beheimateten Klubs Broadford Rovers und St. Joseph’s Boys AFC. Daneben war er auch für seine Schulmannschaft aktiv. 2000 wechselte er nach England in die U-18-Mannschaft von Leicester City. Dort war er bis 2002 auch in der U-19 und in der Reservemannschaft aktiv.

### Anfänge und Erfolge in Irland
2002 wechselte er zurück nach Irland und spielte erst in der U-21-Mannschaft der Bray Wanderers. Dort konnte er schnell auf sich aufmerksam und so absolvierte er am 18. Oktober 2002 sein Debüt für die Wanderers in der League of Ireland. Im Februar 2004 wurde Zayed an Crewe Alexandra ausgeliehen. Bei den Engländern absolvierte er aber keinen Pflichtspieleinsatz und wechselte im Mai desselben Jahres wieder zurück. Im Oktober 2004 war er der erste Spieler von Bray Wanderers, der vier Tore in einem Spiel erzielte.
Im August 2005 wurde er erneut ausgeliehen und spielte den norwegischen Klub Aalesunds FK. Dort kam er in einem Spiel zum Einsatz.
Zur Saison 2006 unterzeichnete er einen Vertrag über anderthalb Jahre bei Drogheda United. Er konnte gleich in seinem ersten Spiel, am 7. Juli, ein Tor erzielen. Kurze Zeit später traf er auch in der UEFA Europa League. Mit der Mannschaft wurde er in der Saison 2007 Meister und gleichzeitig Torschützenkönig. Am Ende der Saison 2008 hatte Drogheda finanzielle Probleme und der Vertrag mit Zayed wurde aufgelöst.
Nach einem Probetraining beim koreanischen Erstligisten Incheon United, wechselte er Anfang 2009 zum irischen Klub Sporting Fingal. In den folgenden zwei Jahren erzielte er 24 Tore in 40 Spielen.
Nachdem ein Transfer zum libyschen Erstligisten Al-Ahli SC nicht zustande gekommen war, unterzeichnete er einen Ein-Jahres-Vertrag bei Derry City. Mit 26 Toren war er der erfolgreichste Torschütze der Mannschaft in der Saison 2011 und wurde zum Irlands Fußballer des Jahres gewählt.

### Wechsel in den Iran
Am 23. Dezember 2011 ging er zu Persepolis Teheran, die in der Persian Gulf Pro League spielten. In seinem zweiten Spiel, am 2. Februar 2012, erzielte er drei Tore. Er wurde in der zweiten Halbzeit im Spiel gegen Esteghlal Teheran eingewechselt. Persepolis lag 2:0 zurück und war nur noch mit zehn Spielern auf dem Platz. Zayed drehte das Spiel und erzielte in der 82. Minute den Anschlusstreffer. Nur zwei Minuten später konnte er ausgleichen, ehe er in der 92. Minute den Siegtreffer erzielte. Auch in der AFC Champions League konnte er am 21. März 2012 einen Hattrick erzielen. Dieser wiederholte er am 6. Mai 2012. So bekam er von den Fans den Spitznamen „Mr. hat-trick“. Aufgrund seiner großen Popularität bei den Anhängern und seiner Leistung wurde sein Vertrag bis zum Ende der Saison 2012/2013 verlängert. Allerdings wurde dieser Vertrag am 24. November 2012 in beiderseitigem Einvernehmen aufgelöst.
Am 11. Januar 2013 unterzeichnete er einen Vertrag bis zum Saisonende bei Aluminium Hormozgan, die ebenfalls in der Persian Gulf Pro League spielten.

### Rückkehr nach Irland
Zayed kehrte am 3. Juli 2013 nach Irland zurück und heuerte bei den Shamrock Rovers an. Inmitten seiner zweiten Saison bei den Rovers wurde er an die Sligo Rovers ausgeliehen.

### Wechsel nach Malaysia und USA
Im Dezember 2014 wechselte Zayed nach Malaysia zu Sabah FA, wo er 11 Tore in 21 Spielen erzielen konnte. Am 23. Dezember 2015 unterzeichnete er einen Vertrag bei der US-amerikanischen Mannschaft Indy Eleven, die in der North American Soccer League spielen.

## Nationalmannschaft

### Irland
Zayed war es möglich für Irland, Tunesien oder Libyen zu spielen. Er wählte die irische und gab sein Debüt in der U-20-Nationalmannschaft bei einem Turnier 2003 in Südkorea. Sein erstes Spiel für die irische U-21-Nationalmannschaft spielte er im August 2003 in einem Spiel gegen Polen. Mit der U-20 nahm er an der Junioren-Fußballweltmeisterschaft 2003 in den Vereinigten Arabischen Emiraten teil. Er stand in allen vier Spielen auf dem Platz. Nach dem Turnier wurde er sowohl von dem tunesischen als auch von dem libyschen Verband kontaktiert, um für deren Nationalmannschaften zu spielen. Er lehnte beide Anfragen ab, da er weiterhin für Irland spielen wollte.

### Libyen
Nachdem er nach 2003 nicht wieder für eine irische Auswahl nominiert wurde, entschied Zayed sich im Oktober 2010 für die Libysche Fußballnationalmannschaft spielen zu wollen. Noch im selben Monat wurde er von dem damaligen Trainer, Marcos Paquetá, für ein Spiel gegen Sambia nominiert. Sein Debüt gab er allerdings ein paar Wochen später gegen Niger. Nach einer guten Leistung in diesem Spiel wurde Zayed im November für den vorläufigen Kader Libyens für die Fußball-Afrikameisterschaft 2012 nominiert, für den finalen Kader allerdings nicht. 2011 nahm er mit der Nationalmannschaft an den Pan-Arabischen Spielen in Katar teil. Am 4. September 2013 erzielte er sein erstes Tor für die Auswahl.

## Privat
Zayeds Vater stammt aus Libyen, seine Mutter ist Irin. Seine Großeltern väterlicherseits kommen aus Tunesien. Sein jüngerer Bruder, Adam, spielte auch Fußball und zwar für den University College Dublin AFC.